# 竹中太一
竹中 太一（たけなか たいち、1995年12月25日 - ）は、ジャパンラグビーリーグワン三重ホンダヒートに所属するラグビー選手。

## プロフィール
- 大阪府出身[1]。
- ポジションはスクラムハーフ(SH)、ウイング(WTB)。
- 身長 173 cm、体重 83 kg

## 来歴
2014年、石見智翠館高校卒業後、関西大学に入る。
2018年、関西大学卒業後、2年間会社員をやっていたがその後退社してニュージーランド留学 後、2021年、宗像サニックスブルースに加入。
2022年4月9日に行われたJAPAN RUGBY LEAGUE ONE第10節中国電力レッドレグリオンズ戦にて先発出場で公式戦初出場を果たした。同年、三重ホンダヒートに加入。